# White Rock (Kanada)
White Rock – miasto w Kanadzie, w prowincji Kolumbia Brytyjska, w dystrykcie Greater Vancouver. Leży nad zatoką Semiahmoo, otoczone jest niemalże dookoła obszarem miasta Surrey.
Liczba mieszkańców White Rock wynosi 18 755. Język angielski jest językiem ojczystym dla 81,0%, francuski dla 1,6% mieszkańców (2006).